# ثقافة هولندا

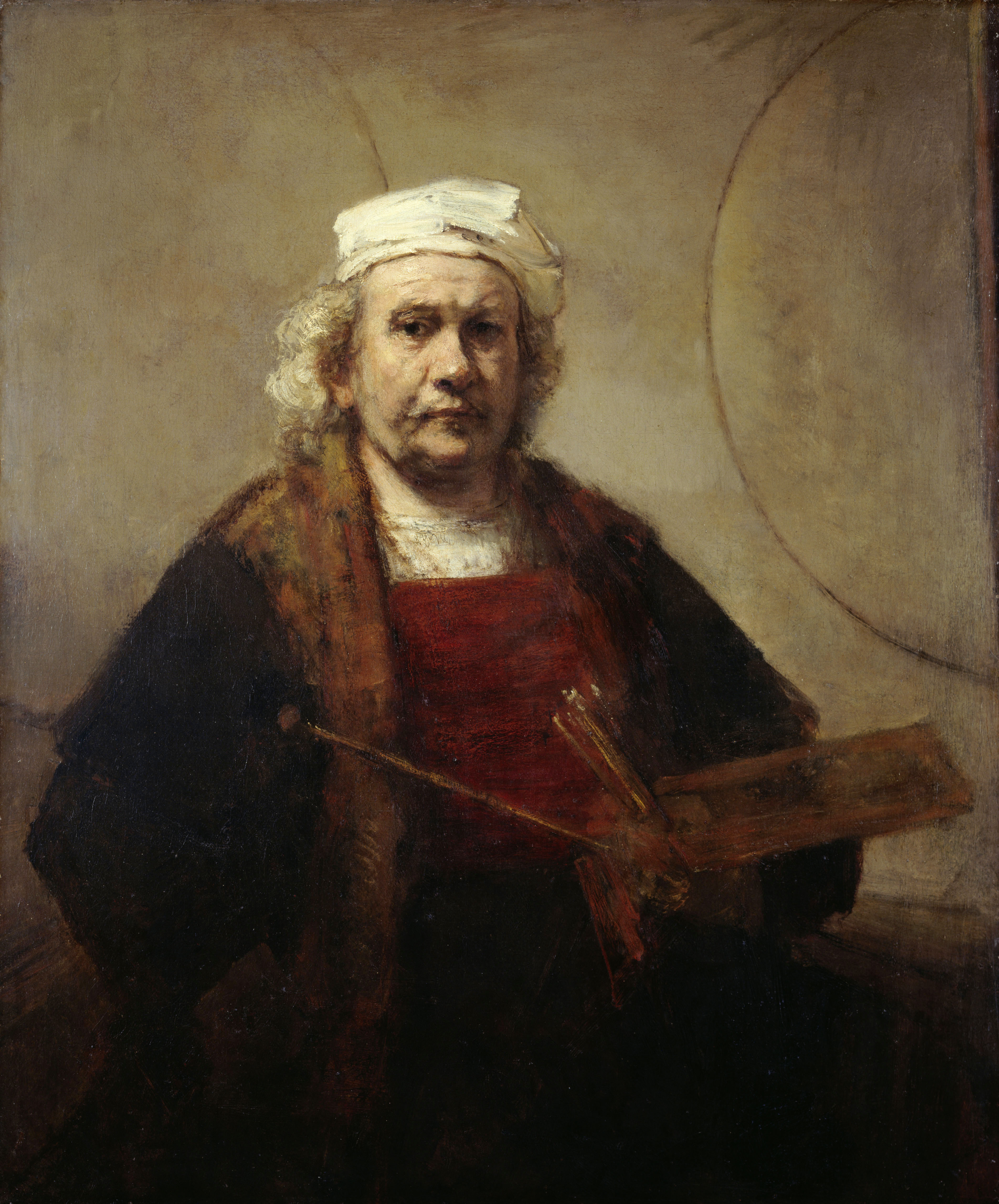

## الرياضة

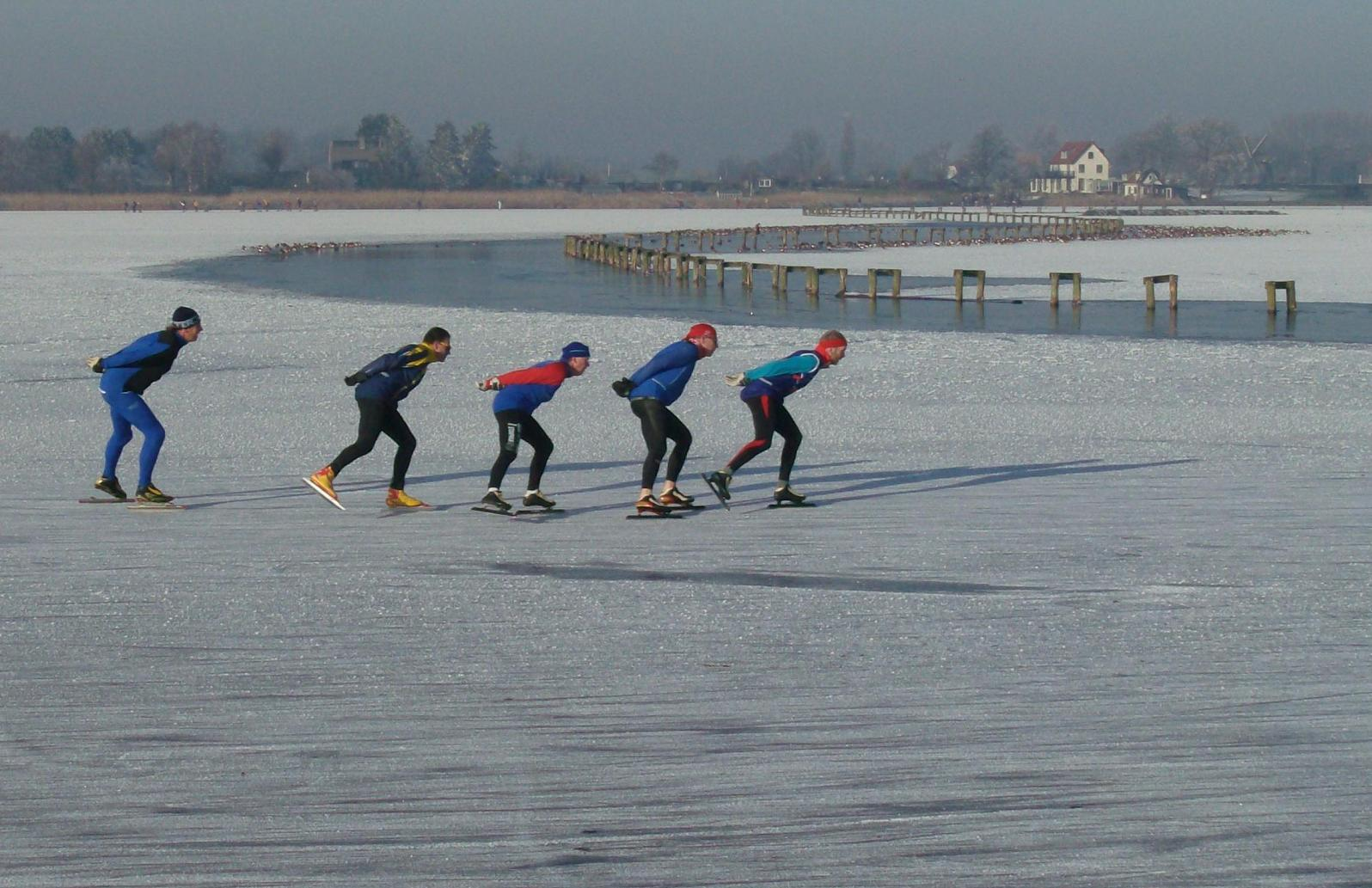
التزلج السريع في هولندا

تعتبر هولندا من أقوى الدول في رياضة كرة القدم من حيث الأندية والمنتخب الوطني لهولندا.حصلت هولندا علي المركز الثالث في بطولة كأس العالم كان اخرها 2014 في البرازيل
أقوى الفرق في الدوري الهولندي الممتاز 2008 / 2007 هي:
1.بي أس في إيندهوفن
2.أياكس أمستردام
تأسس أياكس أمستردام في 18 مارس عام 1900 على يد فلوريس ستيمبل وكارل ريسير والأخوة هان دادي وجون دادي. 
3.بريدا
4.توينتي انشخده
5.هيرينفين
6.فينورد
ويعتبر منتخب هولندا لكرة القدم من أفضل منتخبات كرة القدم في العالم وسبق أن أحرز لقب بطولة أمم أوروبا عام 1988، كما أحرز المركز الثاني لبطولة كأس العالم لكرة القدم أعوام 1974 و1978و 2010 في مونديال جنوب أفريقيا حيث خسر النهائي أمام إسبانيا بعد أن قدم مباريات كبيرة وأخرج البرازيل من ربع النهائي وكان مرشحا لأحراز القب لولا سوء الطالع تحت قيادة المدرب فان مارفيك ونجوم من أمثال روبن وفان بيرسى وشنايدر وكاوت.
واحرز المركز الرابع لكأس العالم عام 1998م
ومن أشهر نجوم كرة القدم في هولندا يوهان كرويف ورود خولييت وفان باستن وفرانك ريكارد ورود فان نستلروي ودينيس بيركامب وفرانك ديبور ورونالد.

## الملابس
يرتدي معظم أهل هولندا ملابس مشابهة لما يرتديه الناس في معظم البلاد الغربية الأخرى. وأحيانًا يرتدي الناس في مناطق المزارع وقرى صيد السمك الأحذية الخشبية الهولندية المشهورة والتي تُسمى كلوبن، وهذه الأحذية تصدر أصواتًا ولكنها تحمي القدمين من الأرض الرطبة أكثر من الأحذية الجلدية. وتحتوي الأزياء الوطنية الهولندية على السراويل الطويلة للرجال، والسراويل الطويلة للنساء مع قبعات من الدانتيلا.
وما زال الهولنديون يرتدون هذه الأزياء في مناطق قليلة ومنها جزيرة زيلاند، ومجتمعات صيد السمك الساحلية، ومدن ستافورست وسبالنبرج.

## الفنون
أنجبت هولندا بعض أكبر الرسامين في العالم. وخلال القرن السابع عشر الميلادي، وهو العصر الذهبي للبلاد، قام برسم روائع الأعمال الفنانون بيتر دي هوخ وفرانز هالز ورمبرانت وجاكوب فان رويزدايل وجان فرمير. وفي ذلك الوقت كان معظم الفنانين الأوروبيين يرسمون للكنائس أو النبلاء أو أعضاء الأسر المالكة فقط، ولكن الفنان الهولندي قام برسم الناس والأشياء العادية. واشترى الكثير من رجال الأعمال الهولنديين تلك الأعمال ليزينوا بها بيوتهم. وتضم قائمة رسامي الفترة الحديثة في هولندا فنسنت فان جوخ وبيت موندريان. 

## الادب
عاشت هولندا نهضة علمية وثقافية في القرن السابع عشر. أهم رواد هذه الفترة في الأدب: يوست فان دن فوندل (van den Vondel) وبي سي هوفت (Hooft). 

## الرسام
هولندا هي موطن الرسامين العالميين التالين: رامبراندت (Rembrandt)، يوهانس فيرمير (Vermeer)، فنسنت فان كوخ (van Gogh)، بيت موندريان (Mondriaan) وام سي اشير (Escher) والفلاسفة ايراسموس الروتردامي (Erasmus) وسبينوزا (Spinoza). العالم الهولندي رودولف شتاينميتز (Steinmetz) أضاف الكثير إلى علم الاجتماع.